# Большая Черниговка
Большая Черниговка — село в Самарской области, административный центр Большечерниговского района и одноимённого сельского поселения.
Находится на азиатском маршруте АН63, в нескольких км от железнодорожной станции Черниговка (на линии Пугачёв — Красногвардеец II).

## География
Расположено на берегу реки Большая Глушица, Самарской области

## История
Основано в 1848 году крестьянами-переселенцами из Калужской и Черниговской губерний.
25 января 1935 года, в результате разукрупнения Большеглушицкого района, образовался Большечерниговский район, а административный центром стало село Большая Черниговка.
Во время Великой Отечественной войны 1729 жителей села погибли на фронте и в тылу.

## Население
| 1959  | 1970  | 1979  | 1989  | 2002  | 2010  | 2011  |
| ----- | ----- | ----- | ----- | ----- | ----- | ----- |
| 2562  | ↗3792 | ↗5064 | ↗6274 | ↗6318 | ↗6356 | ↗6361 |
| 2012  | 2013  | 2014  | 2015  | 2016  | 2021  |       |
| ↗6415 | ↗6452 | ↗6472 | ↗6582 | ↗6693 | ↘6191 |       |

Проживают русские, башкиры.

## Известные уроженцы
- Рем Иванович Вяхирев — советский и российский инженер, государственный деятель и управленец.

## Инфраструктура
Личное подсобное хозяйство с зоной сельскохозяйственного использования, индивидуальная застройка усадебного типа.
Основа экономики — сельское хозяйство.

## Транспорт
Остановка общественного транспорта «Большая Черниговка».

## Религия
Православные храмы
- Церковь Покрова Пресвятой Богородицы

Мечети
- Мечеть

## Галерея

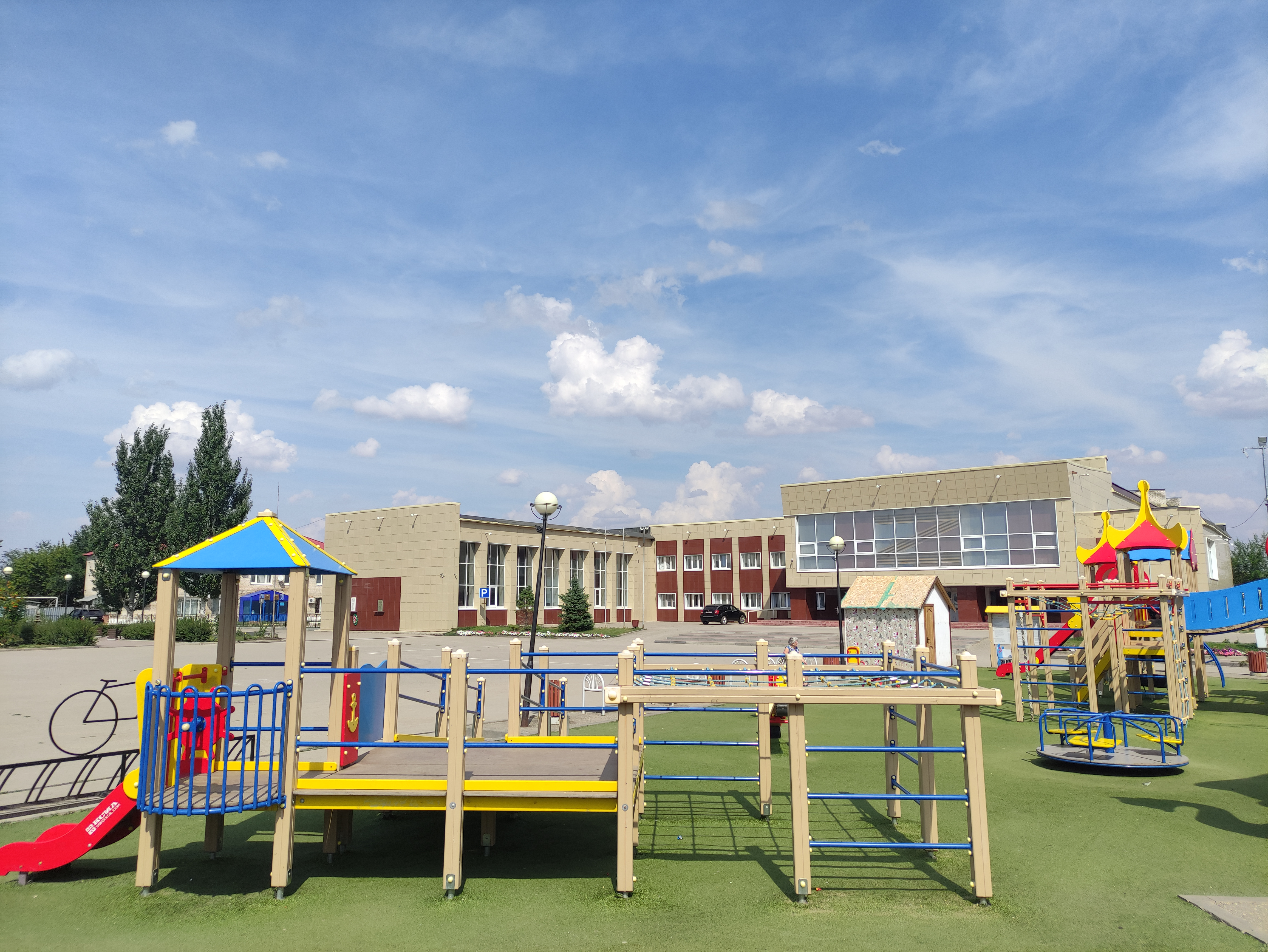
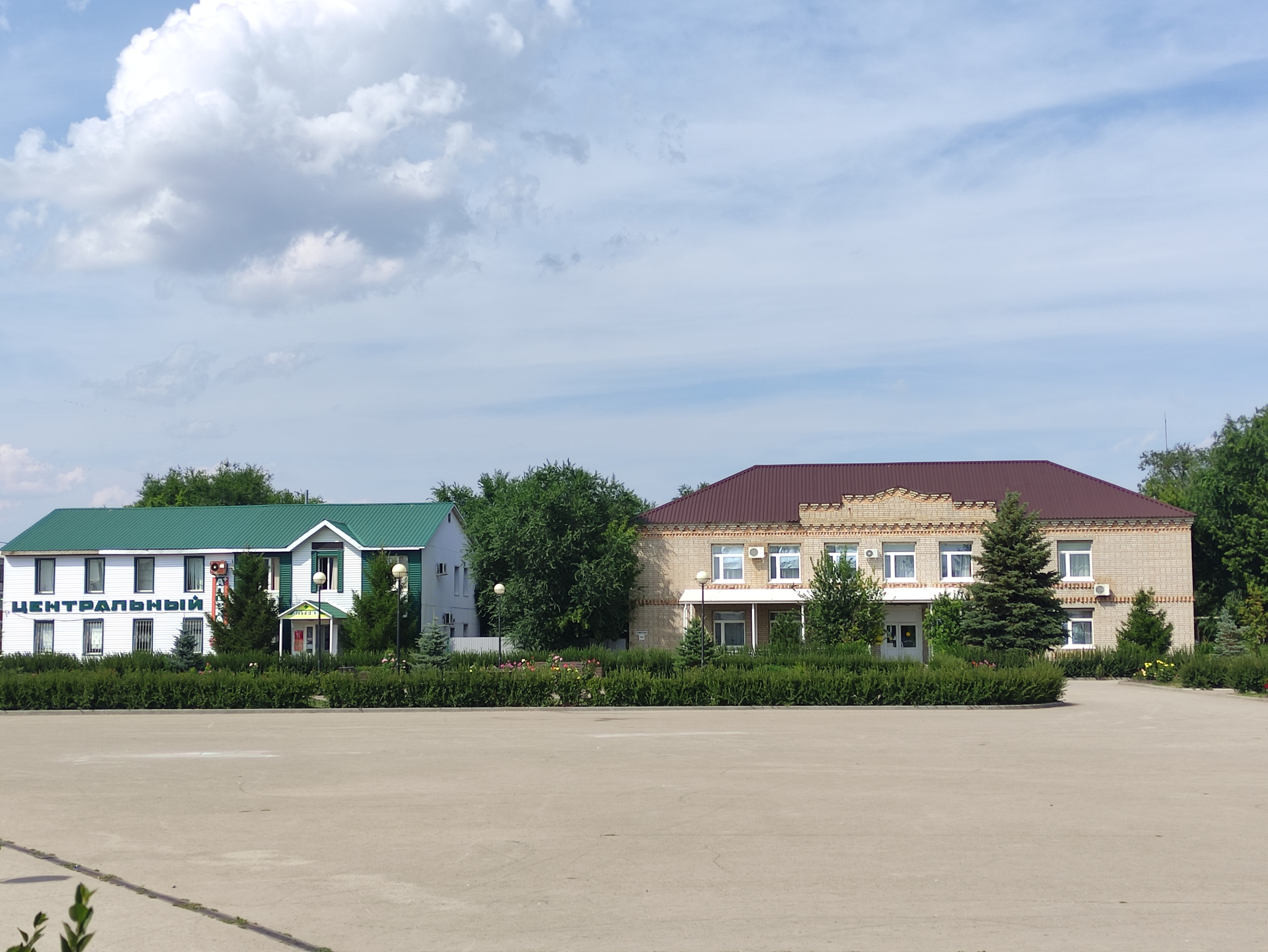
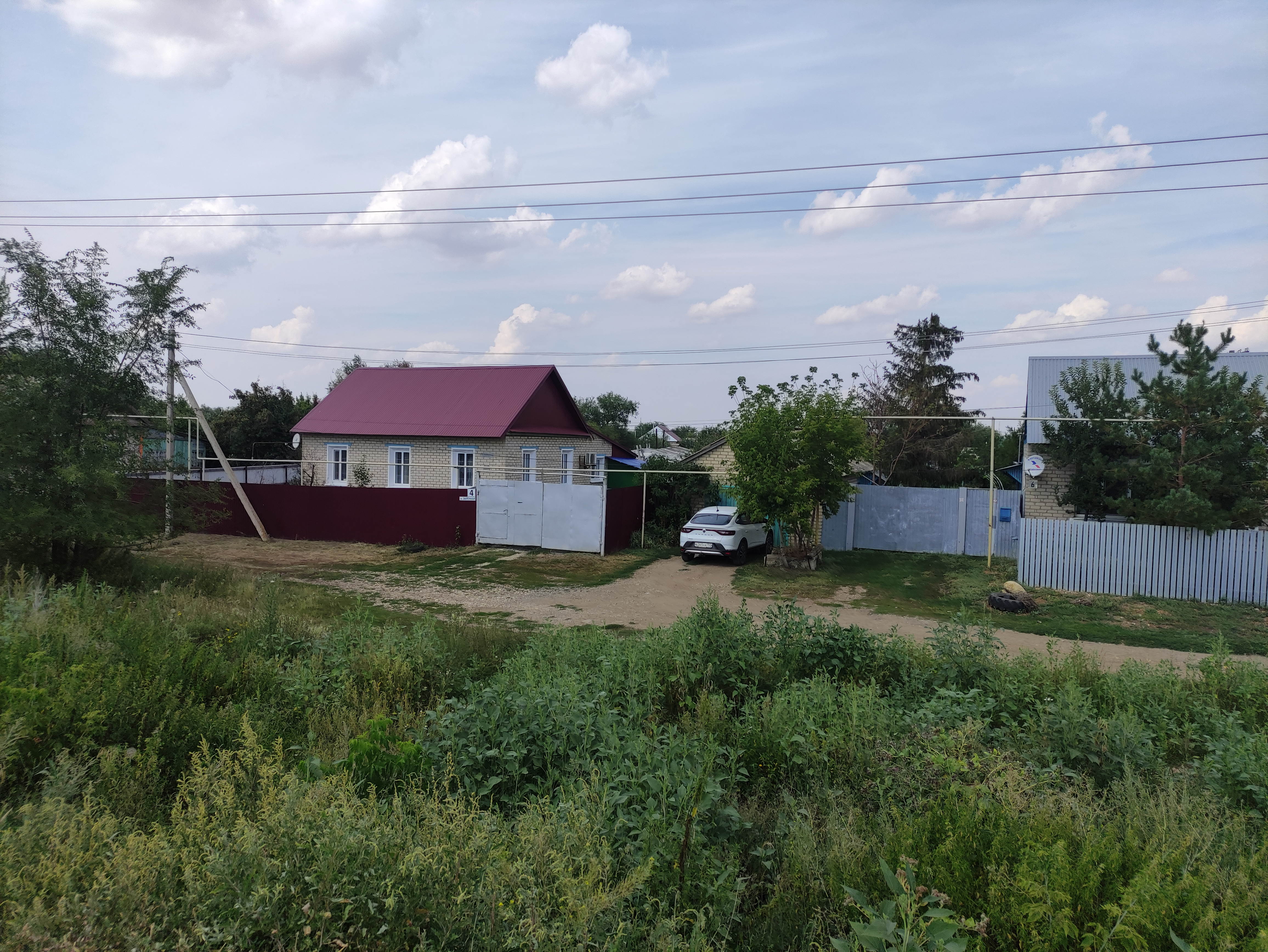
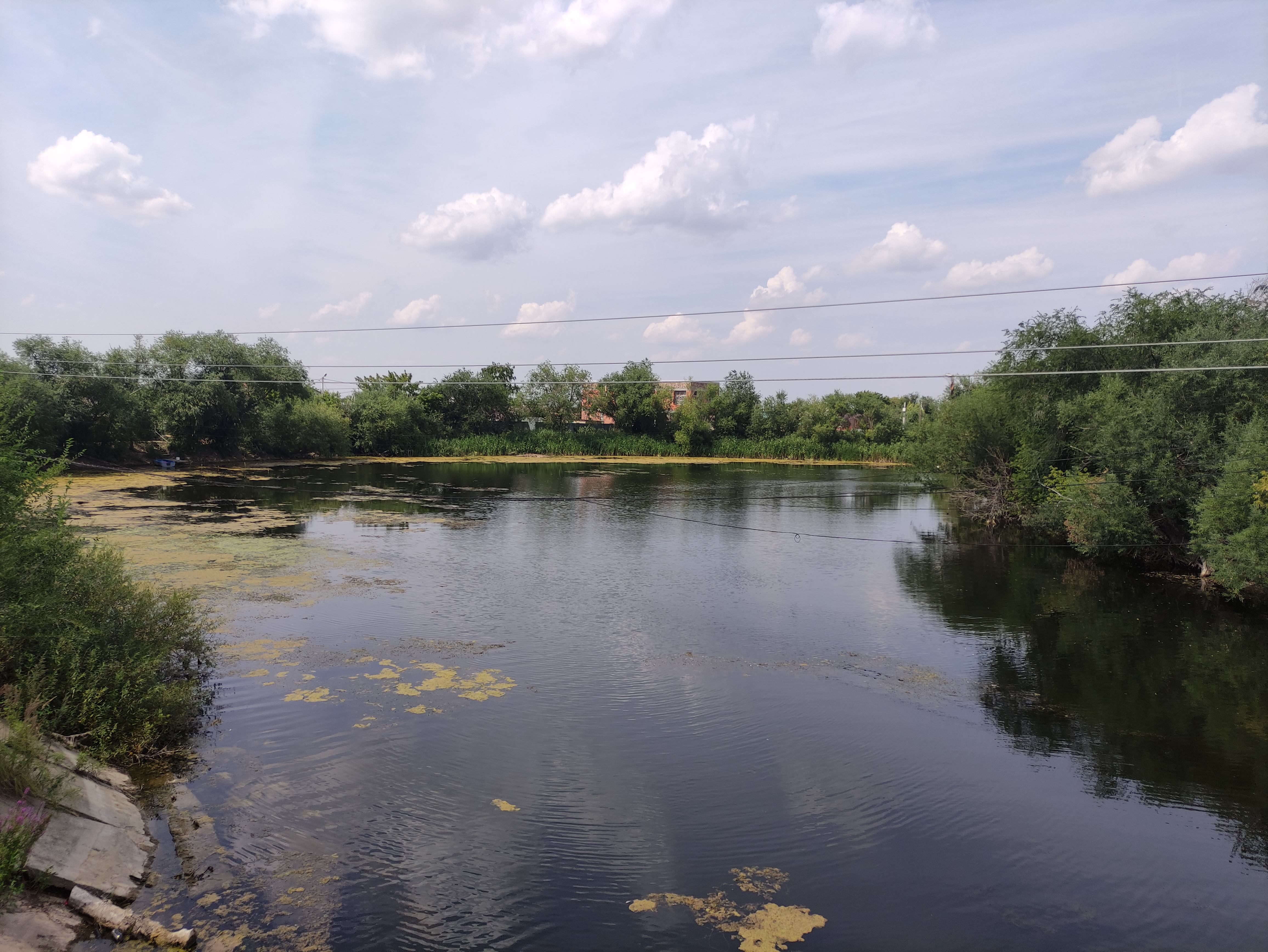
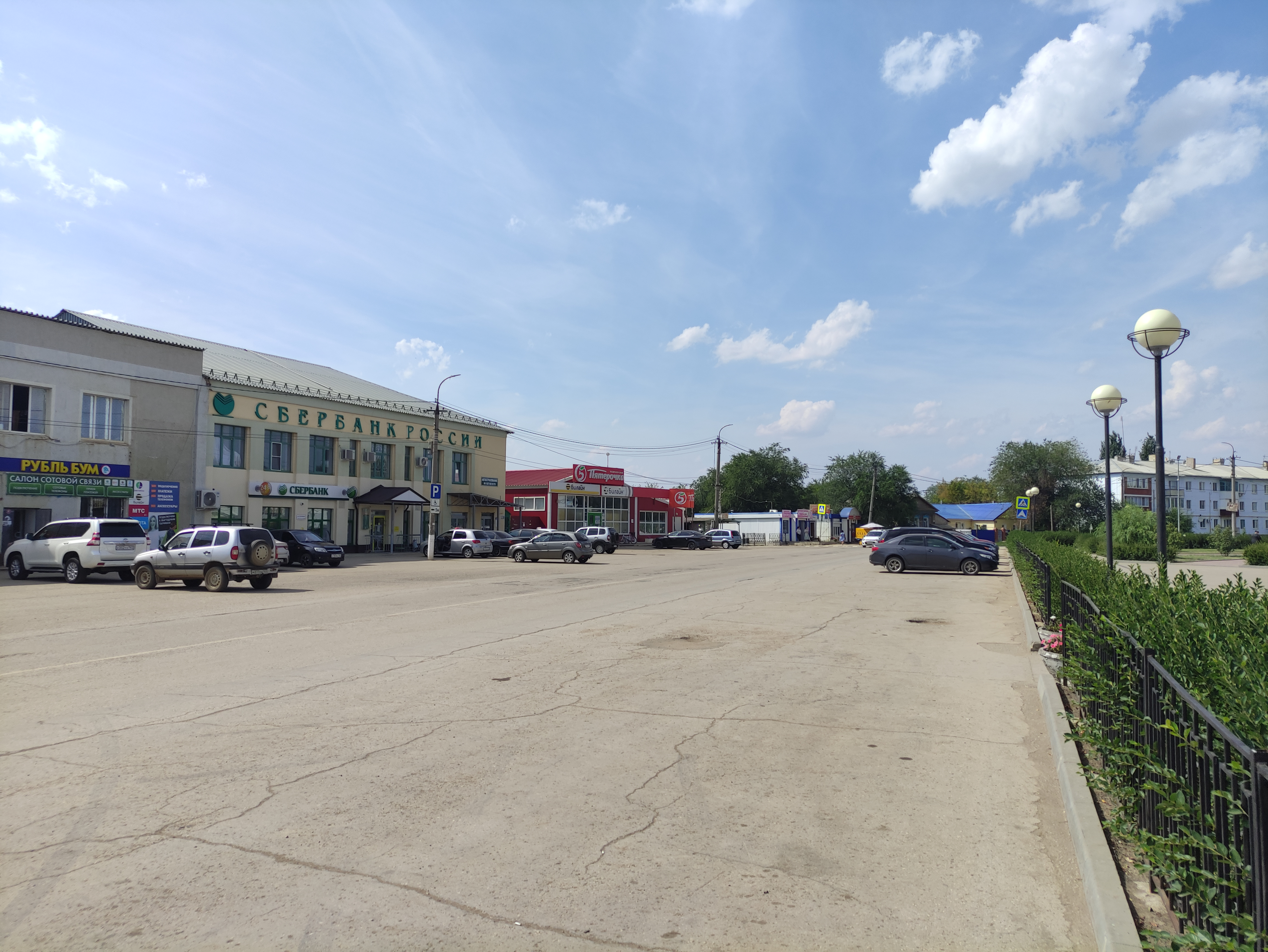